# Schlegeliaceae
Classification APG III (2009)
Famille
Les Schlegeliaceae (ou Schlegéliacées) sont une famille de plantes à fleurs dicotylédones de l'ordre des Lamiales. Elle comprend 3 à 5 genres. Ce sont des arbres, arbustes et lianes, originaires d'Amérique.

## Étymologie
Le nom vient du genre type Schlegelia, nommé en hommage à l’ornithologue et herpétologiste  Hermann Schlegel (1804–1884), qui fut conservateur et directeur du muséum  zoologique de Leyde (Hollande) et publia une œuvre zoologique considérable entre 1834 et 1872.

## Liste des genres
Selon World Checklist of Selected Plant Families (WCSP) (12 nov. 2015) :
- Exarata (en) A.H.Gentry (1992)
- Gibsoniothamnus (en) L.O.Williams, Fieldiana (1970)
- Schlegelia (en) Miq. (1844)
- Synapsis (en) Griseb. (1866)
- Thomandersia (en) Baill. (1891)

Selon Angiosperm Phylogeny Website (12 nov. 2015) :
- Exarata Gentry
- Gibsoniothamnus L. O. Williams
- Schlegelia Miquel
- Synapsis Grisebach

Selon NCBI (12 nov. 2015) :
- Exarata
- Schlegelia
- Synapsis

Selon ITIS (12 nov. 2015) :
- genre Schlegelia

## Liste des espèces
Selon World Checklist of Selected Plant Families (WCSP) (8 Jul 2010) :
- genre Exarata A.H.Gentry (1992)
  - Exarata chocoensis A.H.Gentry (1992)
- genre Gibsoniothamnus L.O.Williams, Fieldiana (1970)
  - Gibsoniothamnus alatus A.H.Gentry (1977)
  - Gibsoniothamnus allenii A.H.Gentry (1974)
  - Gibsoniothamnus cornutus (Donn.Sm.) A.H.Gentry, Fieldiana (1971)
  - Gibsoniothamnus epiphyticus (Standl.) L.O.Williams, Fieldiana (1972)
  - Gibsoniothamnus ficticius J.F.Morales (2004)
  - Gibsoniothamnus grandiflorus A.H.Gentry & K.Barringer (1995)
  - Gibsoniothamnus latidentatus A.H.Gentry (1974)
  - Gibsoniothamnus mirificus A.H.Gentry (1977)
  - Gibsoniothamnus parvifolius Barringer (1999)
  - Gibsoniothamnus stellatus A.H.Gentry & Barringer (1995)
  - Gibsoniothamnus truncatus A.H.Gentry (1982)
  - Gibsoniothamnus versicolor A.H.Gentry & K.Barringer (1995)
- genre Schlegelia Miq. (1844)
  - Schlegelia aurea Ducke (1864 publ. 1865)
  - Schlegelia axillaris Griseb. (1861)
  - Schlegelia brachyantha Griseb. (1866)
  - Schlegelia cauliflora A.H.Gentry (1992)
  - Schlegelia chocoensis A.H.Gentry (1980)
  - Schlegelia darienensis Sandwith (1930)
  - Schlegelia dressleri A.H.Gentry (1973 publ. 1974)
  - Schlegelia fastigiata Schery (1942)
  - Schlegelia fuscata A.H.Gentry (1973 publ. 1974)
  - Schlegelia hirsuta A.H.Gentry (1992)
  - Schlegelia macrocarpa Lundell (1975)
  - Schlegelia macrophylla Ducke (1947)
  - Schlegelia monachinoi Moldenke (1949)
  - Schlegelia nicaraguensis Standl. (1928)
  - Schlegelia pandurata (Moldenke) A.H.Gentry (1977)
  - Schlegelia paraensis Ducke (1925)
  - Schlegelia parasitica (Sw.) Griseb. (1861)
  - Schlegelia parviflora (Oerst.) Monach. (1949)
  - Schlegelia roseiflora Ducke (1943)
  - Schlegelia scandens (Briq. & Spruce) Sandwith (1930)
  - Schlegelia spruceana K.Schum. (1897)
  - Schlegelia sulphurea Diels (1938)
  - Schlegelia violacea Griseb. (1861)
- genre Synapsis Griseb. (1866)
  - Synapsis ilicifolia Griseb. (1866)
- genre Thomandersia Baill. (1891)
  - Thomandersia anachoreta Heine (1966)
  - Thomandersia butayei De Wild., Ann. Mus. Congo Belge (1906)
  - Thomandersia congolana De Wild. & T.Durand, Bull. Soc. Roy. Bot. Belgique (1899)
  - Thomandersia hensii De Wild. & T.Durand, Bull. Soc. Roy. Bot. Belgique (1899)
  - Thomandersia laurentii De Wild. (1905)
  - Thomandersia laurifolia (T.Anderson ex Benth.) Baill. (1891)

Selon NCBI (8 Jul 2010) :
- genre Exarata
  - Exarata chocoensis
- genre Schlegelia
  - Schlegelia fastigiata
  - Schlegelia parviflora
- genre Synapsis
  - Synapsis ilicifolia